# Congiarium
Per congiarium (dal latino congius) o congiaria (al plurale) si intendevano i contenitori ai tempi dell'antica Roma, pari ad un congio ovvero sei sextarii (corrispondente grosso modo a poco più di tre litri attuali).
Nei primi tempi della Repubblica romana, il congio era una misura utilizzata per olio e vino, che in certe occasioni venivano distribuite tra il popolo di Roma. Da ciò ne derivò il significato di congiarium (in italiano congiario), vale a dire di libera donazione (liberalitas) al popolo (plebe), in generale, potendo riguardare sia vino, olio, grano, sale, denaro o altri beni come gli stessi spettacoli, mentre le donazioni fatte all'esercito furono chiamate donativa, sebbene a volte fossero anch'esse chiamate congiaria.
Sempre per Congiaria si intendevano semplicemente un regalo o una pensione data da una persona di alto rango, o dallo stesso princeps ai suoi amici.

## Storia
Sappiamo che durante la seconda guerra punica, agli inizi del 212 a.C. i due edili, Scipione Africano e Marco Cornelio Cetego, organizzarono i Ludi Romani con grande dispendio, tenendo conto delle scarse possibilità del momento. Essi vennero rinnovati per un solo giorno. Ad ogni vicus di Roma vennero concessi cento congi di olio (pari a 327 litri).
Da Svetonio sappiamo che Augusto ne concesse numerosi di congiaria:
(Svetonio, Augustus, 40.)
(Svetonio, Augustus, 41.)
(Svetonio, Augustus, 75.)
Ecco nel dettaglio come ci vengono raccontate dallo stesso Augusto nelle sue Res Gestae:
(Augusto, Res gestae divi Augusti, 15.)
Quando poi il popolo gli richiese un congiarium che aveva promesso, rispose che era un uomo di parola. Quando invece ne sollecitò uno che non Augusto non si era impegnato a distribuire, denunciò con un editto la menzogna, dichiarando che, sebbene avesse avuto in animo di farlo, non l'avrebbe fatto. In un'altra circostanza, accortosi che all'annuncio di un nuovo congiarium molti avevano affrancato i loro schiavi, dichiarò che lo avrebbero ricevuto solo quelli ai quali era stato promesso, e diede meno di quanto aveva stabilito, affinché la somma stanziata risultasse sufficiente. Svetonio aggiunge che,
(Svetonio, Augustus, 42.)
Dispose, infine, nel suo testamento che venissero distribuiti quaranta milioni di sesterzi al popolo romano, tre milioni e mezzo di sesterzi alle tribù. Invece all'esercito, come donativa fece distribuire ai pretoriani mille sesterzi ciascuno, cinquecento a ciascun soldato delle coorti urbane e trecento ai legionari. Dispose che questa somma venisse pagata senza ritardo, avendola tenuta come sua riserva personale.
Sappiamo che l'Imperatore Tiberio distribuì nel 17 d.C. (sotto il consolato di C. Celio e L. Pomponio) un congiarium pari a 300 sesterzi a testa alla plebe della capitale in nome di Germanico (tornato vittorioso da una lunga campagna militare in Germania), allestendo inoltre 1.000 mense per la città. Caligola, il suo successore, ne diede la stessa quantità, in due differenti occasioni (300 + 300 sesterzi).
(Svetonio, Caligula, 17.)
Claudio spesso distribuì congiaria, accompagnati da spettacoli frequenti e magnifici, non soltanto secondo gli usi abituali, ma anche di nuovo genere ed in luoghi dove mai nessuno ne aveva offerti prima di lui. Nerone celebrò i suoi congiaria  anche sulla propria monetazione, distribuendo 400 sesterzi. Si racconta che in occasione del suo tirocinio al foro romano egli concesse un congiarium al popolo ed un donativo ai soldati, marciando egli stesso alla testa dei pretoriani.
| Congiaria sotto i Giulio-Claudii | Congiaria sotto i Giulio-Claudii | Congiaria sotto i Giulio-Claudii | Congiaria sotto i Giulio-Claudii | Congiaria sotto i Giulio-Claudii | Congiaria sotto i Giulio-Claudii             | Congiaria sotto i Giulio-Claudii               |
| Immagine                         | Valore                           | Dritto | Rovescio | Datazione                        | Peso; diametro                               | Catalogazione                                  |
| -------------------------------- | -------------------------------- | --- | --- | -------------------------------- | -------------------------------------------- | ---------------------------------------------- |
|                                  | sesterzio                        | NERO CLAVDIUS CAESAR AVG GER P M TR P IMP P P, testa laureata di Nerone verso destra, con un globo alla base del busto; | CONG(iaria) II DAT(a) POP(ulo) S-C, Nerone, con la toga siede verso sinistra su una sedia curule su un podio, un prefetto alle sue spalle, in basso un assistente in piedi sulla sinistra distribuisce monete ai cittadini che indossano una toga, Minerva in piedi davanti al tempio sullo sfondo. | 64/66                            | 32 mm, 26.73 gr, 7 h (zecca di Roma antica); | RIC I 162; WCN 93; BMCRE 141; BN 282; BMC 139. |
|                                  | sesterzio                        | IMP NERO CAESAR AVG PONT MAX TR P P P, testa laureata di Nerone verso sinistra; sul collo la scritta X ed una barra più sotto (probabilmente contromarcata durante la guerra civile nel 68 dalla legio X Gemina, di stanza a Carnuntum); | ANNONA AUGUSTI CERES, l'Annona in piedi verso destra tiene una cornucopia, di fronte Cerere seduta sulla destra, tiene del grano ed una torcia; un modio sull'altare con una ghirlanda tra di loro; sullo sfondo la poppa di una nave.                                                              | 66                               | 27.02 gr, 7 h (zecca di Lugdunum);           | RIC Nero, I 494.                               |

Vespasiano fece invece numerosi congiaria a poeti insigni o ai migliori artigiani, come a quello che restaurò la Venere di Coo o il Colosso di Nerone. Spesso offriva anche banchetti sontuosi, per far guadagnare i macellai. In occasione dei Saturnalia offriva doni agli uomini, alle calende di marzo alle donne. Il figlio Domiziano ne fece tre, di 300 sesterzi ciascuno.
(Svetonio, Domitianus, 4.)
Traiano invece, che aveva risanato le finanze romane, grazie alla conquista della Dacia, condannò l'utilizzo dei congiaria, distribuiti in modo stravagante. Il primo congiarium (nel 99) fu probabilmente pari a quello del padre adottivo Nerva (75 denari a persona), il secondo ed il terzo invece, dopo ogni campagna dacica (nel 103 e 107), furono invece pari a 650 denari a persona. Il successore Adriano ne concesse uno, doppio, dopo aver fatto distribuire in precedenza a ciascun cittadino tre aurei. A parte la distribuzione di congiaria, molte delle monete di Traiano celebrarono anche alcuni provvedimenti amministrativi o fiscali come una sovvenzione per ragazzi e ragazze bisognosi dell'Italia romana (alimenta Italiae). Si trattava di aurei, denari, sesterzi, dupondi ed assi.
| Congiaria sotto Traiano | Congiaria sotto Traiano | Congiaria sotto Traiano                                                                                  | Congiaria sotto Traiano | Congiaria sotto Traiano | Congiaria sotto Traiano            | Congiaria sotto Traiano                                                                            |
| Immagine                | Valore                  | Dritto                                                                                                   | Rovescio | Datazione               | Peso; diametro                     | Catalogazione                                                                                      |
| ----------------------- | ----------------------- | --- | --- | ----------------------- | ---------------------------------- | -------------------------------------------------------------------------------------------------- |
|                         | Æ Sesterzio             | IMP CAES NERVAE Traiano AUG GER DAC P M TR P COS V P P, testa laureata a destra con drappeggo su spalla. | S P Q R OPTIMO PRINCIPI, l'Abundantia (o l'Annona) in piedi verso destra, pone la sua mano su un bambino alla sua destra mentre presenta un altro bambino a Traiano, seduto verso sinistra su una sedia curule, tiene uno scettro; ai lati la scritta S C, ALIM ITAL in esergo.                                                      | 103                     | 30 mm, 26.86 gr, 6 h zecca di Roma | RIC Traianus, II 461; Banti 12.                                                                    |
|                         | Aureo                   | IMP Traiano AUG GER DAC P M TR P, testa laureata a destra con corazza e drappeggo su spalla.             | COS V P P S P Q R OPTIMO PRINCIPI, Traiano con la toga in piedi verso sinistra, tiene un rotolo nella sua mano sinistra, la mano destra è tesa verso un ragazzo ed una ragazza verso sinistra, i quali gli stanno di fronte, il ragazzo tende all'imperatore la sua mano sinistra, la ragazza entrambe le mani; ALIM ITAL in esergo. | 111                     | 18 mm, 7.18 gr, 6 h zecca di Roma  | RIC Traianus, II 93 var. (senza corazza); MIR 14, 345f; Strack 155; Calicó 984; BMCRE 380; BN 427. |

Nel 128 d.C. Adriano, dopo aver ricevuto il titolo di Pater Patriae, offrì al popolo romano un congiarium, nella forma di una donazione di denaro. Nel 136, sempre Adriano offrì al popolo spettacoli, congiaria e donativa alle truppe, per celebrare l'adozione di Elio Cesare. Il successore Antonino Pio fece dono al popolo ed all'esercito di una somma a noi sconosciuta, oltre a donare alimenti ai fanciulli più bisognosi, per onorare la moglie Faustina maggiore. E durante un successivo congiarium (nel 145), furono donati a ciascun abitante di Roma 100 denari (pari a 400 sesterzi), per celebrare il matrimonio tra la figlia Annia Faustina ed il futuro erede al principato, Marco Aurelio.
L'Imperatore Marco Aurelio donò un congiarium al popolo, quando diede al figlio Commodo la toga virile nel 175. Due anni più tardi nel 177, quando associò al trono il figlio, attribunedogli la tribunicia potestas, organizzò un nuovo congiarium con spettacoli gladiatori. Il figlio Commodo distribuì un nuovo congiarium al popolo di ben 725 denarii durante il suo regno (180-192).
| Congiaria sotto gli Antonini | Congiaria sotto gli Antonini | Congiaria sotto gli Antonini                                                       | Congiaria sotto gli Antonini | Congiaria sotto gli Antonini | Congiaria sotto gli Antonini | Congiaria sotto gli Antonini                                             |
| Immagine                     | Valore                       | Dritto                                                                             | Rovescio | Datazione                    | Peso; diametro               | Catalogazione                                                            |
| ---------------------------- | ---------------------------- | ---------------------------------------------------------------------------------- | --- | ---------------------------- | ---------------------------- | ------------------------------------------------------------------------ |
|                              | sesterzio                    | ANTONINUS AVG PI US P P TR P, testa laureata di Antonino Pio verso destra;         | COS IIII, Antonino Pio seduto a sinistra su una sedia curule su un podio, tende la mano ad una figura alla sua destra in segno di riceverla; la statua della Liberalitas in piedi a sinistra, tiene un abaco ed una cornucopia nella parte fontale; un ufficiale alle spalle dell'Imperatore tiene lo scettro; LIBERALITAS AVG IIII su due righe in esergo. | 145                          | 23.52 gr;                    | Roman Imperial Coinage, Antoninus Pius, III 774; BMCRE 1690A; Cohen 498. |
|                              | denario                      | M ANTONINVS AVG Armeniacus, testa laureata di Marco Aurelio verso destra;          | PM TR P XIX IMP III COS III, l'Annona in piedi verso sinistra, tiene una cornucopia e due spighe di grano sopra un modio; una prua ai piedi sulla destra. | coniato nel 165;             | 3.43 gr;                     | RIC Marcus Aurelius, 142; BMCRE 371; RSC 484.                            |
|                              | Æ Sesterzio                  | M ANTONINVS AVG GERM SARM TR P XXXI, testa laureata di Marco Aurelio verso destra; | IMP VIII COS III [...], Marco Aurelio e Commodo seduti sulla sinistra su una piattaforma, ognuno tende la mano destra, la Liberalitas in piedi davanti a loro tiene un abaco ed una cornucopia, un ufficiale alle spalle dei due Imperatori; un cittadino in piedi che sale le scale con la toga; LIBERALITAS AUG VII in esergo.                            | coniato nel 177;             | 32 mm, 25.56 gr;             | RIC Marcus Aurelius, 1208; MIR 18, 380-6/30; BMCRE 1606; Cohen 424.      |

Una volta ucciso Commodo, venne eletto dalla guardia pretoriana Pertinace, il quale offrì un congiarium al popolo di 100 denarii. Morto poi Caracalla, Macrino offrì altri congiaria nel 218, insieme al figlio Diadumeniano.
Cassio Dione Cocceiano parla di un congiarium (600 sesterzi cad.) distribuito dall'Imperatore Eliogabalo in occasione del suo matrimonio con Giulia Cornelia Paula (nel 219). Una volta scoppiata la ribellione in Africa contro Massimino Trace, Gordiano I, si affrettò ad inviare numerosi messaggi, a tutti coloro che egli considerava fra i più facoltosi cittadini di Roma, oltre allo stesso Senato e Popolo di Roma, promettendo grande clemenza per coloro che avessero collaborato; ai soldati (guardia pretoriana e legio II Parthica), un donativum, come mai prima di allora era stato distribuito; al popolo di Roma una nuova distribuzione di denaro. Numerosi furono, quindi, i congiaria donati al popolo romano dall'Imperatore Gallieno durante il suo regno (253-268).
| Congiaria nel III secolo | Congiaria nel III secolo | Congiaria nel III secolo                                                                  | Congiaria nel III secolo | Congiaria nel III secolo | Congiaria nel III secolo                                                  | Congiaria nel III secolo                                  |
| Immagine                 | Valore                   | Dritto                                                                                    | Rovescio | Datazione | Peso; diametro                                                            | Catalogazione                                             |
| ------------------------ | ------------------------ | ----------------------------------------------------------------------------------------- | --- | --- | ------------------------------------------------------------------------- | --------------------------------------------------------- |
|                          | aureo                    | IMP C M OPEL SEV MACRINVS AVG, testa laureata di Macrino verso destra, busto con corazza; | LIB-ERALITAS AVG, Diadumeniano, a capo scoperto in toga, insieme a Macrino, laureato e togato che siede a sinistra sulla sedia curule, ognuno tende la mano destra verso una figura che si avvicina e riceve una tessera; la Liberalitas in piedi a sinistra tiene un abaco nella destra ed una cornucopia nella sinistra; un littore alle spalle della coppia imperiale. | 217-218 | 7.51 gr, 6 h (zecca di Roma antica);                                      | RIC IV 79; Clay Issue 3; BMCRE 71; Calicó 2947; Cohen 43. |
|                          | sesterzio                | IMP MAXIMINUS PIUS AVG, testa laureata di Massimino verso destra, busto con corazza;      | LIB-ERALITAS AVG, Massimino Trace, in seduto su una piattaforma al centro, rivolto verso sinistra; due soldati con delle lance alle sue spalle, la dea della Liberalitas in piedi a sinistra, tiene un abaco ed una cornucopia; cittadini salgono le scale della piattaforma dove ai suoi piedi sono posizionati cinque soldati con le lance.                             | 236 | 27 mm, 15.00 gr, 12 h (zecca di Roma antica);                             | RIC IV 48.                                                |
|                          | antoniniano              | IMP C CLAVDIVS AVG, testa radiata e busto con drappeggio e corazza di Claudio.            | LIBER-ALITAS AVG, la Liberalitas in piedi di fronte, la testa verso sinistra, tiene una cornucopia nella mano sinistra ed una tessera nella destra (vengono distribuiti congiaria alla plebe di Roma). | settembre 268/gennaio 269 (l'imperatore giunto a Roma, omaggia il Senato e il popolo romano con gratuite distribuzioni di grano) | 19 mm, 3.18 g, 12 h, zecca di Roma antica, seconda emissione, prima fase; | RIC V 57; Venèra 5936-5994.                               |